# Csanytelek
Csanytelek est un village et une commune du comitat de Csongrád en Hongrie.

## Histoire
Le site de Csanytelek a livré une série de sépultures néolithiques où les squelettes sont tous en position fléchie, avec des perles en coquillage, en pierre et en cuivre. (H. Katalin, « The Settlement of the Neolithic Szakalhat-Group at Csanytelek-Ujhalasto », 1985).